# Хуан Чабая Лампе
Хуан Чабая Лампе (відомий під псевдонімами Padú del Caribe (Батько Карибів) або Tata di Cultura (Батько Культури) (26 квітня 1920 — 28 жовтня 2019) — креольський музикант, співак, маляр, популярний на Нідерландських Антильських островах.

## Біографія
Автор слів національного Гімну Аруби, прийнятого і утвердженого 18 березня 1976 року. Початково пісня «Аруба Душі Тера» була написана ним в 1952 році, поширеною на Арубі мовою пап'яменто. Багато писав іспанською мовою, був популярним у Венесуелі, Колумбії, США, Нідерландах.
Хуан Чабая Лампе — перший на о. Аруба музикант, якому вдалося зробити професійні записи за кордоном (в США і Венесуелі). Крім того, він був першим художником Аруби, широко представленим на міжнародних виставках і аукціонах.